# Alexandre Horowitz
Alexandre Horowitz (Antuérpia, 24 de março de 1904 - Suíça, 1982) foi um engenheiro, inventor e professor acadêmico belga. Foi um dos inventores do barbeador elétrico, o primeiro modelo com lâminas rotativas.

## Biografia
Nascido na Bélgica e filho de judeus, a sua família mudou-se para Amsterdam durante a Primeira Guerra Mundial e assim, iniciou os seus estudos na Universidade Técnica de Delft, formando-se, simultaneamente, como engenheiro mecânico e elétrico em 1927. Em 1929, começou a trabalhar na fábrica da Philips, em Eindhoven.
Devida a recessão econômica que contaminou a Europa após a Grande Depressão de 1929, a Philips começou a estudar e desenvolver produtos portáteis e econômicos; foi quando, e baseados no barbeador da empresa Schick americana, Horowitz desenvolveu um dos primeiros barbeadores elétricos. O produto foi lançado em 1939 com o nome comercial de Philishave.

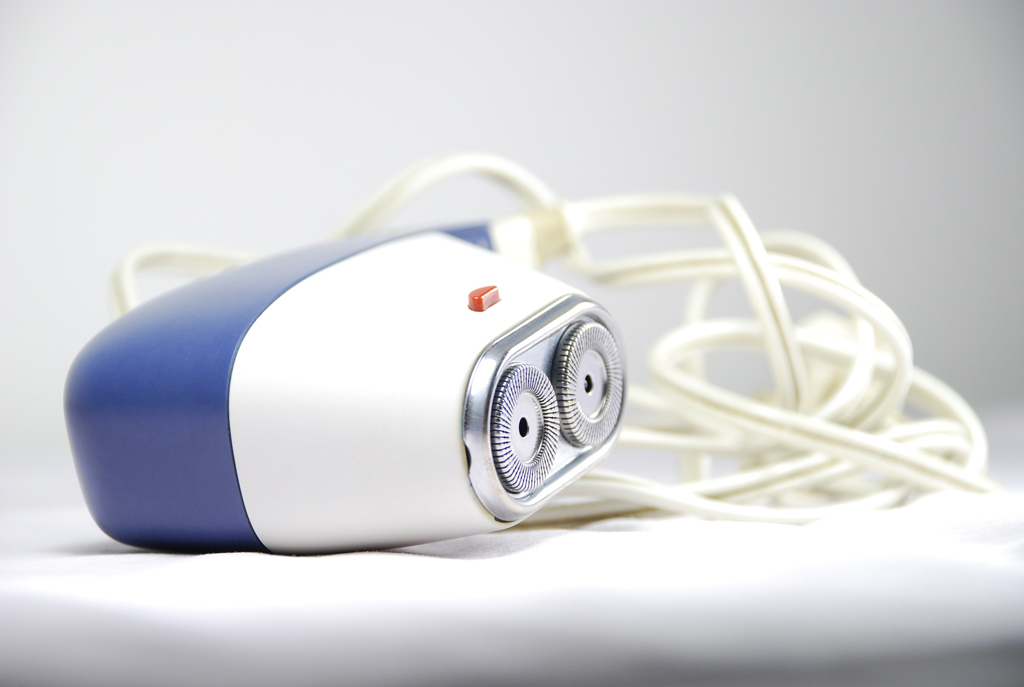
Barbeador Philishave (modelo 1962), invenção de Alexandre Horowitz

Na década de 1950, devido a necessidade da reconstrução da Europa após a Segunda Guerra Mundial e a escassez de habitações e trabalhadores da construção civil, Horowitz desenvolveu, em parceria com a empresa Polynorm, de Bunschoten, uma casa pré-fabricada, utilizando uma armação de metal e placas de cimento e amianto. A própria Philips encomendou mais de duas centenas destas casas para seus empregados e após a construção de alguns milhares de unidades, a Polynorm cancelou sua produção, concluindo não ser suficientemente rentável o produto.
Horowitz também foi professor acadêmico, trabalhando por mais de uma décadas na Universidade Técnica de Delft, chefiando equipes no estudo e desenvolvimento de equipamentos industriais, como para soldas, perfurações e variadores de velocidade mecânica.
Em 1969, fundou, em sociedade com outros engenheiros, a Centrum voor Constructie en Mechanisatie, uma empresa de consultoria e aplicação no desenvolvimento de máquinas industriais, sendo que, Alexandre Horowitz foi o detentor de mais de 130 patentes industrias, entre elas, um interruptor especial (para comprimento de ondas) que fez sucesso de vendas nos rádios da Philips na década de 1930.
Em 1980, foi nomeado membro honorário da Sociedade dos Engenheiros Mecânicos dos Estados Unidos, falecendo em 1982, durante uma viagem de negócios na Suíça.